# Dunum
Dunum település Németországban, azon belül Alsó-Szászország tartományban. Lakosainak száma 1086 fő (2023. december 31.).

## Népesség
A település népességének változása:
| Lakosok száma | 1067 | 1087 | 1072 | 1077 | 1101 | 1086 |
|               | 2016 | 2017 | 2019 | 2021 | 2022 | 2023 |